# Blagny
Blagny is een gemeente in het Franse departement Ardennes (regio Grand Est). De plaats maakt deel uit van het arrondissement Sedan. Blagny telde op 1 januari 2022 1.093 inwoners.

## Geografie
De oppervlakte van Blagny bedroeg op 1 januari 2022 7,42 vierkante kilometer; de bevolkingsdichtheid was toen 147,3 inwoners per km².
De onderstaande kaart toont de ligging van Blagny met de belangrijkste infrastructuur en aangrenzende gemeenten.

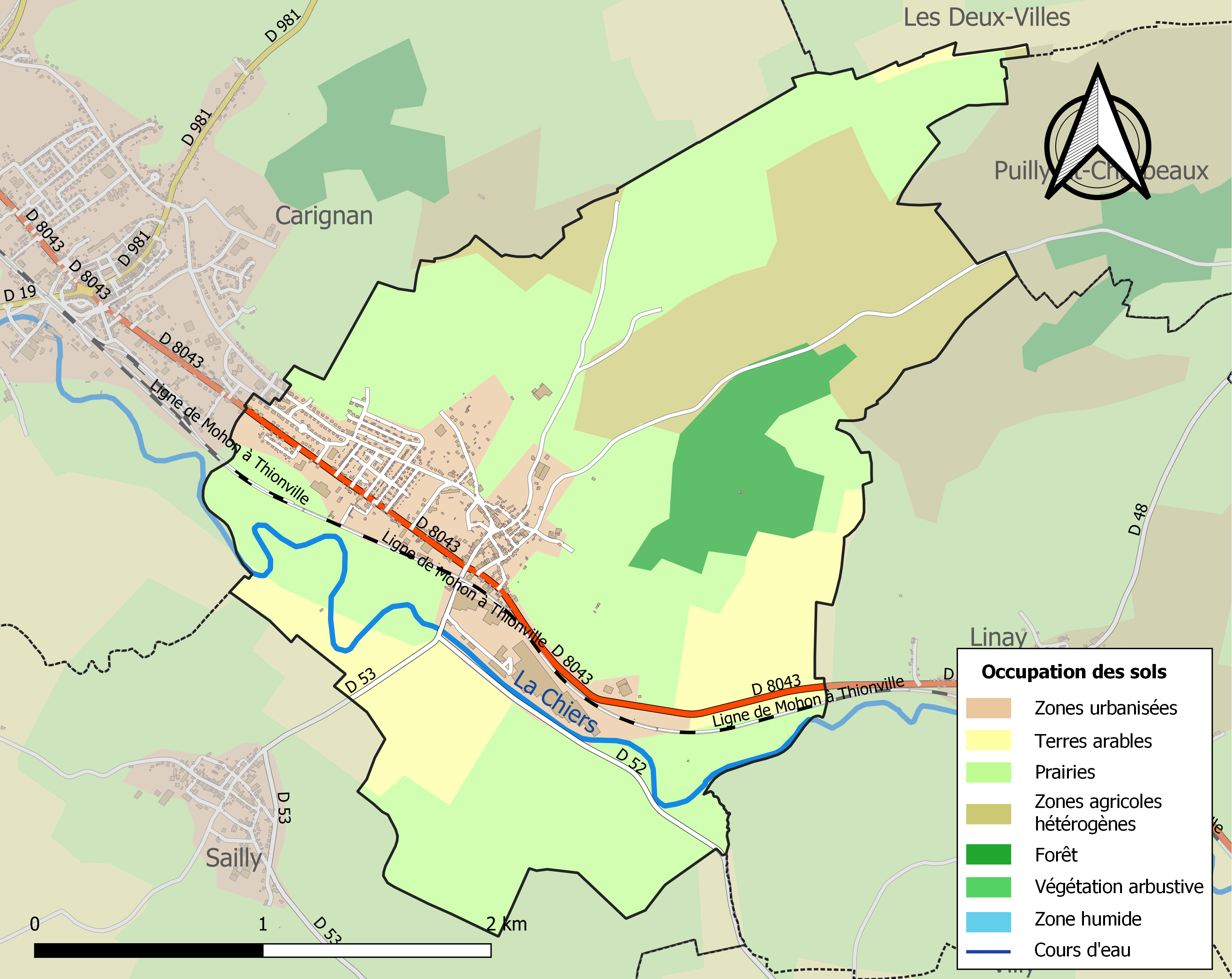

## Demografie
Onderstaande figuur toont het verloop van het inwonertal (bron: INSEE-tellingen).

Vanwege een beveiligingsprobleem met de MediaWiki Graph-software is het momenteel niet mogelijk deze grafiek weer te geven. Zodra de software is bijgewerkt zal de grafiek vanzelf weer zichtbaar worden.